# コレクター (1965年の映画)
『コレクター』（The Collector）は、1965年に制作されたイギリスとアメリカの合作映画。原作は、ジョン・ファウルズの同名小説『コレクター』。孤独な男の女性に対する倒錯した愛情を描いた作品。
この作品はアカデミー主演女優賞（サマンサ・エッガー）、監督賞（ウィリアム・ワイラー）、脚色賞にノミネートされた。また、サマンサ・エッガーは、1966年のゴールデングローブ賞 主演女優賞 (ドラマ部門)を受賞した。
新井潤美が指摘するように原作は第一部が（フレディ）クレッグ、第二部がミランダ、第三部が再びクレッグの語りとなっていて言葉遣いから階級や信条、性格が伝わるようになっているため映画化自体難しかった。また、1965年に『ヴィレッジ・ヴォイス』はこの映画が美男美女を起用し、「少々ハリウッド化」していることを肯定的に評価しているという。

## ストーリー
ある日、フレディは蝶を採集している際、人里離れた場所で地下室のある屋敷を見つける。内気な彼は職場の銀行で皆から馬鹿にされていたが、サッカーくじで大金を手に入れ、この屋敷を購入する。以前から惹かれていた美術大学に通う女性ミランダをクロロホルムで昏倒させ拉致し、屋敷内の窓のない地下室にて監禁する。部屋には若い子が好みそうな衣服や美術作品集などが揃っていた。若い頃、バスで一緒になったのがきっかけで、隣の席に座ったこともあり、レディング大学の教授の娘ということも知っていた。階級の違いから、本来ならば近づくことは出来ないと考え、こうした行為に及んだという。ミランダが話し込んでいた男性との関係もずっと気にかけていた。
誘拐した目的は身代金でも性行為でもない。ミランダがいつか自分のことを愛してくれるよう望んでいる。そして、それを叶えるべく紳士的に接するが、ミランダの必死の要求に、仕方なく監禁の期限を設け、一緒に居ることを同意させる。その間、ミランダには欲しがるものを何でも買い与えた。ミランダは監禁生活に甘んじているものの絶えず逃げる機会をうかがっていた。ある時、盲腸を装い逃亡を図るがフレディに見破られ失敗する。手を縛られ庭に出た際や、とある晩に予期せぬ来客があった際など、助けを呼ぶチャンスがあったがことごとく失敗に終わった。『ライ麦畑でつかまえて』をミランダは絶賛するが、フレディは金持ちぼっちゃんの甘えだと怒り始め、ミランダが同調するとウソだと見抜く。ピカソの絵も理解しようとしない。解放を約束した期限の晩、フレディはミランダに婚約指輪を渡し結婚を申し込む。ミランダは受諾して誘惑し、その隙に逃亡しようと計画する。一度はミランダを抱こうとするものの、計画を見抜き再び監禁する。激しい雨の夜、地下室に戻されることになったミランダは、隙を見てフレディをシャベルで殴打し、逃走を試みる。フレディは血まみれになりながらも、ミランダを芝生の上でひきずり回し地下室に監禁する。この騒ぎで電気ヒーターが倒れ電源が切れてしまった。ミランダは雨で濡れた体のまま拘束され、フレディを殺してしまったのではないかと心配する。フレディは怪我の手当てのため病院へ向かい、三日後に帰宅すると、ミランダは高熱を出していた。慌てて、医者を呼びに行くといって出掛けた。病院の前まで行ったが医者は呼ばず、薬局へ行き薬だけを購入し帰宅すると、ミランダはすでに亡くなっていた。
フレディは自分が悪かったのだと嘆いたが、その後すぐ、ミランダがインテリすぎたことが問題だったのだと結論付ける。翌日は快晴。フレディは車をゆっくり走らせ、前を行く娘にじっと視線を向けている。そこには怪我の手当てをしてくれた若い看護師がいた。

## キャスト
| 役名               | 俳優                   | 日本語吹替                                     | 日本語吹替                                 | 日本語吹替                                                         | 日本語吹替                                            |
| 役名               | 俳優                   | TBS版                                          | NETテレビ版                                | 東京12ch版                                                         | テレビ朝日版                                          |
| ------------------ | ---------------------- | ---------------------------------------------- | ------------------------------------------ | ------------------------------------------------------------------ | ----------------------------------------------------- |
| フレディ・クレッグ | テレンス・スタンプ     | 大塚国夫                                       | 松山英太郎                                 | 岸田森                                                             | 沢田研二                                              |
| ミランダ・グレイ   | サマンサ・エッガー     | 二階堂有希子                                   | 平井道子                                   | 田島令子                                                           | 佳那晃子                                              |
| 隣人               | モーリス・ダリモア     | 富田耕生                                       | 島宇志夫                                   | 藤本譲                                                             | 小林昭二                                              |
| アニーおばさん     | モナ・ウォッシュボーン |                                                | 中村紀子子                                 | 鈴木れい子                                                         | 京田尚子                                              |
| 不明 その他        |                        |                                                |                                            | 牛山茂 金尾哲夫 荒木真一 土井美加                                  | 沢木郁也 小滝進 花咲きよみ 浜富真美 平山せい 池見幸子 |
|                    |                        |                                                |                                            |                                                                    |                                                       |
| 演出               | 演出                   |                                                |                                            | 加藤敏                                                             | 福永莞爾                                              |
| 翻訳               | 翻訳                   |                                                |                                            | 島伸三                                                             | 宇津木道子                                            |
| 効果               | 効果                   |                                                |                                            | TFC                                                                | 赤塚不二夫                                            |
| 調整               | 調整                   |                                                |                                            | 前田仁信                                                           | 山田太平                                              |
| 制作               | 制作                   |                                                |                                            | 東北新社                                                           | 日米通信社                                            |
| 解説               | 解説                   | 荻昌弘                                         | 淀川長治                                   |                                                                    | 淀川長治                                              |
| 初回放送           | 初回放送               | 1971年1月11日 『月曜ロードショー』 21:00-22:56 | 1975年1月26日 『日曜洋画劇場』 21:00-22:55 | 1980年2月19日 『火曜特別ロードショー』 20:06-22:24 ※ノーカット放送 | 1985年11月10日 『日曜洋画劇場』 21:00-22:54           |

## 主な受賞歴

### アカデミー賞
ノミネート
アカデミー監督賞:ウィリアム・ワイラー
アカデミー主演女優賞:サマンサ・エッガー
アカデミー脚色賞:スタンリー・マン/ジョン・コーン

### ゴールデングローブ賞
受賞
主演女優賞 (ドラマ部門):サマンサ・エッガー
ノミネート
作品賞 (ドラマ部門):
監督賞:ウィリアム・ワイラー
脚本賞:スタンリー・マン、ジョン・コーン

### カンヌ国際映画祭
受賞
男優賞:テレンス・スタンプ
女優賞:サマンサ・エッガー